# Воррен (переписна місцевість, Массачусетс)
Воррен (англ. Warren) — переписна місцевість (CDP) в США, в окрузі Вустер штату Массачусетс. Населення — 1333 особи (2020).

## Географія
Воррен розташований за координатами 42°13′6″ пн. ш. 72°11′8″ зх. д. / 42.21833° пн. ш. 72.18556° зх. д. (42.218305, -72.185574).  За даними Бюро перепису населення США в 2010 році переписна місцевість мала площу 3,34 км², з яких 3,30 км² — суходіл та 0,04 км² — водойми.

## Демографія
Згідно з переписом 2010 року, у переписній місцевості мешкало 1405 осіб у 584 домогосподарствах у складі 360 родин. Густота населення становила 421 особа/км².  Було 652 помешкання (195/км²).
Расовий склад населення:
| - 96,8 % — білих - 0,6 % — чорних або афроамериканців - 0,1 % — вихідців з тихоокеанських островів |

До двох чи більше рас належало 2,0 %. Частка іспаномовних становила 2,5 % від усіх жителів.
За віковим діапазоном населення розподілялося таким чином: 26,3 % — особи молодші 18 років, 59,8 % — особи у віці 18—64 років, 13,9 % — особи у віці 65 років та старші. Медіана віку мешканця становила 37,0 року. На 100 осіб жіночої статі у переписній місцевості припадало 93,3 чоловіків;  на 100 жінок у віці від 18 років та старших — 92,4 чоловіків також старших 18 років.
Середній дохід на одне домашнє господарство  становив 38 645 доларів США (медіана — 32 500), а середній дохід на одну сім'ю — 46 355 доларів (медіана — 42 904). Медіана доходів становила 42 957 доларів для чоловіків та 23 327 доларів для жінок. За межею бідності перебувало 16,9 % осіб, у тому числі 36,8 % дітей у віці до 18 років та 0,0 % осіб у віці 65 років та старших.
Цивільне працевлаштоване населення становило 576 осіб. Основні галузі зайнятості: освіта, охорона здоров'я та соціальна допомога — 36,3 %, мистецтво, розваги та відпочинок — 15,6 %, виробництво — 11,6 %, будівництво — 10,4 %.